# Evaza lutea
Evaza lutea är en tvåvingeart som beskrevs av James 1969. Evaza lutea ingår i släktet Evaza och familjen vapenflugor. Inga underarter finns listade i Catalogue of Life.